# Ниси, Норихиро
Норихиро Ниси (яп. 西 紀寛 Ниси Норихиро, род. 9 мая 1980, Такацуки, Осака) — японский футболист.

## Карьера
На протяжении своей футбольной карьеры выступал за клубы «Джубило Ивата», «Токио Верди».

## Национальная сборная
В 2004 году сыграл за национальную сборную Японии 5 матчей.

## Статистика за сборную
| Сборная Японии | Сборная Японии | Сборная Японии |
| Год            | Матчи          | Голы           |
| -------------- | -------------- | -------------- |
| 2004           | 5              | 0              |
| Итого          | 5              | 0              |

## Достижения

### Сборная
- Кубка Азии: 2004

### Командные
- Джей-лиги: 1999, 2002
- Кубок Императора: 2003
- Кубок Джей-лиги: 2010